# 신중동역 랜드마크 푸르지오 시티
신중동역 랜드마크 푸르지오 시티(영어: Sinjungdong Station Landmark PRUGIO CITY)는 대한민국 경기도 부천시 원미구 중동에 위치한 마천루이자 초고층 주상복합 오피스텔 단지이다. 2019년에 착공하여 2022년에 완공하였다. 총 2개동으로 구성된다. 

## 역사
2018년에 오피스텔을 분양할 계획이 있다. 2019년에 분양을 한다고 한다. 1월 23일 섹션오피스 인기가 있다. 2월에 분양이 시작되었다. 오피스텔을 착공하였고 2022년에 완공 후 개장했다. 완공 당시 경기도에서 업무시설과 오피스텔이 포함된 아파트가 완공되었다. 오피스텔의 입주가 시작되었고 업무시설인 섹션오피스의 입주가 시작되었다.

## 높이
최고 높이는 171m이다. 완공 당시 경기도에서 가장 높은 오피스텔이 되었다. 그리고 부천시에서 가장 높은 오피스텔이 되었다. 이 아파트에는 오피스텔만 있는게 아니라 업무시설 등이 있다. 2022년에 완공된 170m 이상의 오피스텔 건물이다.

## 특징
상업시설은 지상에도 있고 지하에도 있다. 오피스텔은 1,050실이고 섹션오피스는 506실이다. 오피스텔은 수익형 오피스텔과 주거형 오피스텔 위주(일부 1.5~2룸)다. SmartThings가 호환되는 스마트 아파트다. 최상층인 스카이라운지가 있다. 주차장은 지하주차장 뿐만 아니라 지상주차장이 존재한다. 지상 3층에서 6층 사이에 있다. 주차대수는 1,052대 (세대당 1대)다.

## 내부 시설
신중동역 랜드마크 푸르지오 시티의 내부 시설이다.
| 층수                | 용도                                |
| ------------------- | ----------------------------------- |
| 41층 ~ 49층         | 주거형 오피스텔, 스카이라운지(49층) |
| 20층 ~ 40층         | 수익형 오피스텔                     |
| 7층 ~ 18층          | 업무시설                            |
| 6층                 | 지상주차장                          |
| 1층 ~ 5층           | 상업시설, 지상주차장(3층 ~ 6층)     |
| 지하 1층            | 상업시설                            |
| 지하 5층 ~ 지하 2층 | 지하주차장                          |

## 같이 보기
- 대한민국의 마천루 목록
- 경기도의 마천루 목록
- 부천시의 마천루 목록